# Descuidistas
Descuidistas es una  comedia dramática, escrita y dirigida por Ezequiel Sagasti, estrenada el 5 de septiembre de 2013 en el Teatro Porteño, ubicado en Corrientes 1630, Buenos Aires, Argentina,  cuyo elenco se formó por Nicolás Furtado, Valentín Villafañe, Ramiro López Silveyra, Natalia Melcon  y Florencia Padilla, y Matías Gessaga como músico y guitarrista en vivo.

## Argumento
Descuidistas es una comedia dramática contemporánea con una narrativa del policial. Cuenta las estrategias y métodos de robo utilizados por descuidistas (ladrones que aprovechan las distracciones de las personas para robar sin uso de violencia), y el montaje de una escuela de formación para el crimen organizado. La obra invita a reflexionar sobre las leyes penales y la corrupción policial.
Cinco amigos deciden entrenarse en la disciplina del hurto, con el fin de recolectar un millón y medio de pesos. Dividen tareas y comienzan a realizar distintos operativos bajo el nombre de descuidistas (ladrones que aprovechan las distracciones de las personas para robar sin uso de violencia). La obra gira sobre la base de sus resultados, revelando estrategias, movimientos, protecciones y riesgos. Poco a poco, el juego se pone más difícil, las jugadas se vuelven más peligrosas, y se desata un desafío por demostrar quién domina el tablero.

## Banda sonora
Matías Gessaga, guitarrista en vivo: La música en descuidistas se destaca por crear un montaje paralelo e intelectual en el espectador, generando microclimas y obligándolo a transitar el espectáculo desde el punto de vista del autor.

## Anterioridad
Descuidistas es la adaptación de un largometraje independiente realizado en 2010 escrito y dirigido por Ezequiel Sagasti cuyos protagonistas fueron: Mónica Antonópulos – Guido Massri – Emanuel Biaggini y Rafael Casado. Fue luego adaptada en 2012 para teatro y estrenada en enero de 2013 en Punta del Este con actores de Maldonado. Finalmente se re-adaptó para el teatro Argentino en esta última versión que se estrenará el 5 de septiembre a las 21 hs en el Teatro Porteño, Corrientes 1630.

## Personajes
| Personaje | Rol                                                             | Elenco             | Suplentes           |
| --------- | --------------------------------------------------------------- | ------------------ | ------------------- |
| Luca      | Líder de la banda                                               | Nicolás Furtado    | Ezequiel Sagasti    |
| El Inge   | Gestiona los operativos y las ventas de la banda.               | Valentín Villafañe | Agustín Sullivan    |
| Verónica  | Es la carnada, distrae mientras Luca y Diego hurtan.            | Florencia Padilla  | Florencia Cappiello |
| Diego     | Acompaña a Luca y Verónica en la realización de los operativos. | Valentín Villafañe | Manuel Señorans     |
| Pía       | Se encarga del maquillaje y el vestuario de la banda.           | Natalia Melcon     | Julieta Bartolomé   |

- Datos: Q16556302